# Haddinhal, Devadurga
Haddinhal là một làng thuộc tehsil Devadurga, huyện Raichur, bang Karnataka, Ấn Độ.